# John Herschel
Sir John Frederick William Herschel (7. března 1792 Slough, tehdy Buckinghamshire, dnes Berkshire, Spojené království – 11. května 1871 Hawkhurst, Kent, Spojené království) byl anglický astronom, matematik, chemik a průkopník fotografování.
Dokončil práci svého otce, astronoma Williama Herschela, na katalogizaci severní hvězdné oblohy a rozšířil ji o katalog objektů nacházejících se na jižní hvězdné obloze. Objevil 525 mlhovin a hvězdokup a 3300 dvojhvězd. Pojmenoval sedm Saturnových měsíců a čtyři měsíce Uranu.
Při svých experimentech s thiosíranem sodným objevil jeho schopnost rozpouštět halogenidy stříbra, tato schopnost byla později využita k ustalování fotografií. Jeho další pokusy vedly k objevu fotografického postupu zvaného kyanotypie. Použil také pravděpodobně jako první názvy „fotografie“, „negativ“ a „pozitiv“ „snímek“.
Se svou manželkou Margaret během pobytu v jižní Africe kreslil tamní flóru a jeho 112 ilustrací bylo v roce 1996 vydáno v botanickém díle Flora Herscheliana.

## Životopis

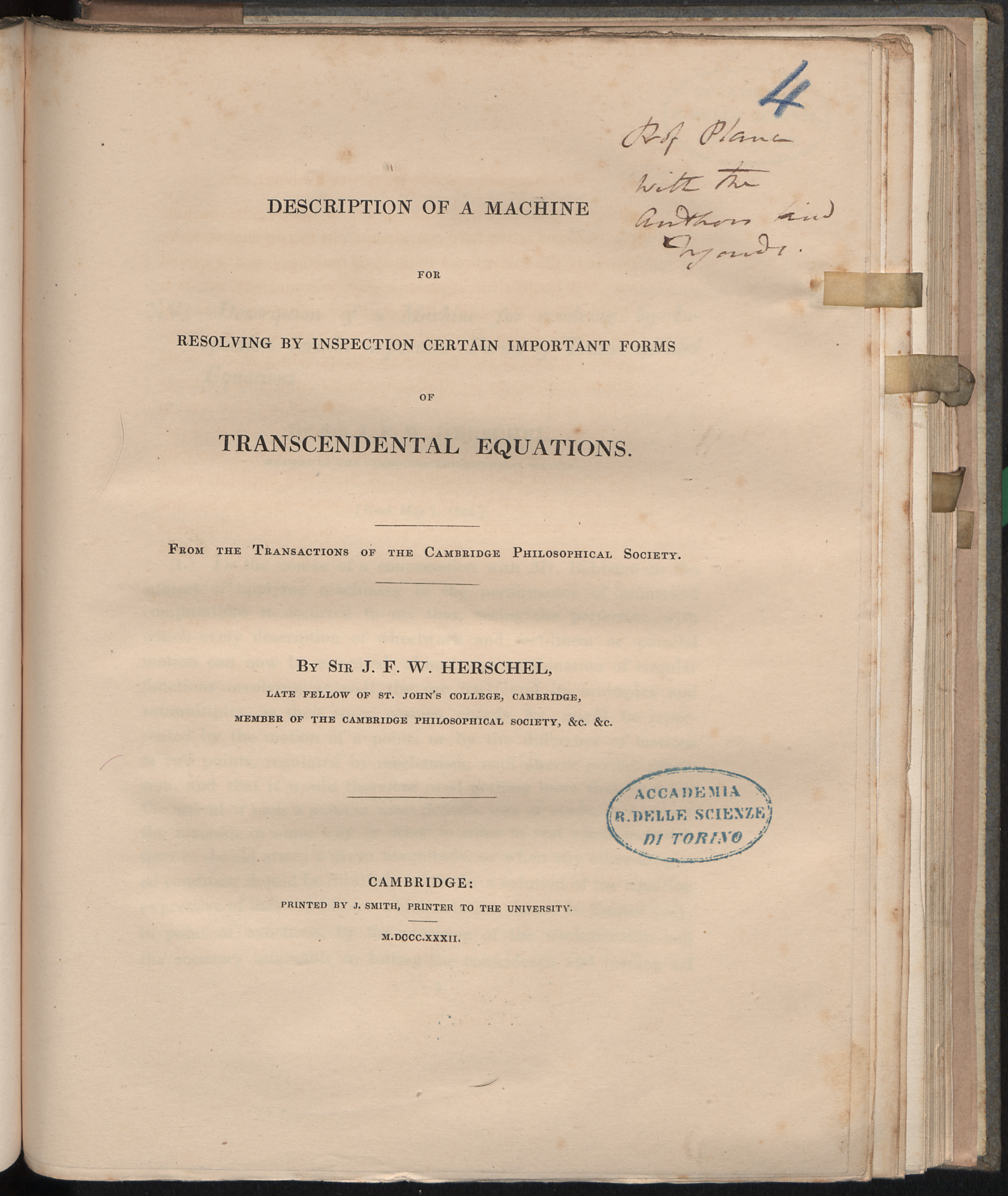
Description of a machine for resolving by inspection certain important forms, 1832

### Mládí
John Herschel se narodil 7. března 1792 ve Slough nedaleko Windsoru jako syn astronoma Williama Herschela a jeho manželky Mary. Po získání základního vzdělání na Dr Gretton's School v Hitchamu začal John v osmi letech navštěvovat Eton College. Zde však byl týrán spolužáky, a proto školu opustil a byl vzděláván doma. V roce 1809 vstoupil na St John's College v Cambridge. Za studií se spřátelil s Charlesem Babbagem a Georgem Peacockem. S nimi založil spolek nazvaný Analytical Society, jehož cílem byl rozvoj matematiky v Anglii, která zaostávala za matematikou v Evropě, hlavně ve Francii. Ze stejného důvodu byl v roce 1821 zakládajícím členem Astronomické společnosti (Astronomical Society), ze které se později stala Královská astronomická společnost.
Po ukončení vysokoškolského studia v roce 1813 se stal členem Královské společnosti, kde byl později, v letech 1824 – 1827, sekretářem. Po studiích měl být právníkem, ale v roce 1816 se pod vlivem svého otce a přítele W. H. Wollastona rozhodl pro vědu. Do této doby jsou zahrnuty jeho studie o polarizaci světla a vlastnostech thiosíranu sodného.
Od roku 1821 se začal zabývat více astronomií. O rok později mu zemřel otec a John Herschel se rozhodl ke konci jeho života v jeho práci na katalogizaci hvězd a dvojhvězd pokračovat. Katalogizaci dvojhvězd na severní hvězdné obloze, kterou prováděl ve spolupráci s Jamesem Southem, dokončil v roce 1823. Za tuto práci získal v roce 1825 medaili Francouzského institutu a v roce 1826 Zlatou medaili Královské astronomické společnosti. První ocenění obdržel ale již v roce 1921 – jednalo se o Copleyho medaili udělenou Královskou společností za jeho příspěvky v Philosophical Transactions.
Během let 1821 – 1833 si našel také čas na vykonání několika cest na kontinentální část Evropy, kde kromě pozorování Vesuvu a astronomického pozorování, se seznámil s významnými astronomy té doby.
3. března 1829 se oženil s Margaret Brodie Stewart (1810 – 1864). S ní měl dvanáct dětí, z nichž Alexander Stewart Herschel a plukovník John Herschel se také zabývali astronomií.

### Pobyt vjižní Africe
V roce 1831 byl John Herschel pasován na rytíře Řádu Guelfů a od té doby byl Sir John Herschel. Ve stejném roce se rozhodl rozšířit otcovu práci o katalogizaci jižní oblohy. 24. dubna 1832 dostal nabídku britské vlády na cestu do jižní Afriky. Protože měl v té době nemocnou matku, o kterou se staral, mohl odjet na jih až po její smrti.
Loď Mountstuart Elphinstone vyplula s Johnem Herschelem a jeho rodinou (manželkou a třemi dětmi) 13. listopadu 1833 z Portsmouthu a 15. ledna 1834 zakotvila po bezproblémové plavbě v Kapském Městě. Herschel se usadil na dánské farmě nazvané Feldhausen, která stála u svahu Tabulové hory, 6 mil od Kapského Města.
Z Anglie si přivezl dva teleskopy, se kterými katalogizoval hvězdy, mlhoviny a další objekty na jižní obloze. Od 28. října 1835 do 5. května 1836 zde pozoroval návrat Halleyovy komety. Při jejím pozorování spolupracoval s Thomasem Maclearem, královským astronomem sídlícím na Mysu Dobré naděje. Jejich dvě rodiny se velmi sblížily a později se Herschelova dcera Julia Mary provdala za Johna Macleara, syna Thomase Macleara.

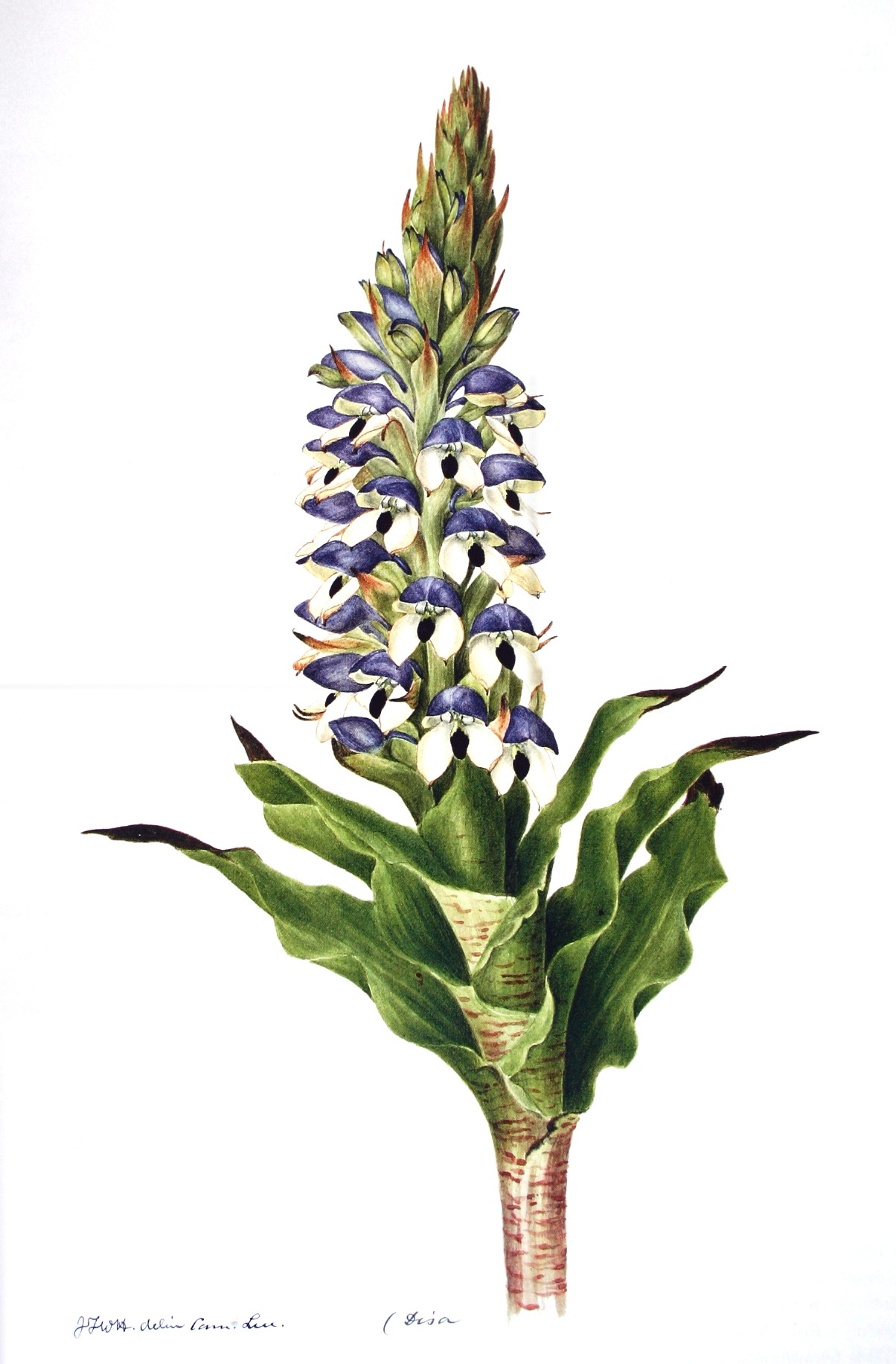
Disa cornuta (L.) – ilustrace Johna Herschela a jeho manželky Margarety pocházející z roku 1835.

Kromě astronomické práce si John Herschel našel ještě čas na kreslení kapské flóry a mezi lety 1834 až 1838 vytvořil spolu se svou manželkou 131 velmi podrobných ilustrací rostlin. Pro kreslení přesných tvarů používal zařízení camera lucida a akvarelem je dokreslila jeho žena. Tyto ilustrace byly tak přesné, že jich 112 bylo v roce 1996 vydáno v botanickém díle Flora Herscheliana.
V roce 1837 vyzkoušel Herschel sluneční vařič, který sestával z dřevěné bedny zakopané v písku a zakryté deskou z dvojitého skla. Na jihu Afriky s tímto zařízením dosáhl teplot až 116 °C a podle jeho slov „bez problémů mohl připravovat různé druhy masa, zeleninu a vejce“.
Práce v jižní Africe dala Herschelovi možnost uniknout tlaku, pod kterým byl v Londýně, kde byl jedním z nejvyhledávanějších britských vědců. Jak později vzpomínal, byl pobyt v jižní Africe asi jeho nejkrásnějším obdobím v jeho životě. Herschel s rodinou, která se rozrůstala, o sobotách odpočíval a vycházel na procházky. Ve volném čase také hrál na violu a flétnu. Hudební nadání zdědil po svém otci Williamovi.
3. června 1836 navštívili Herschela kapitán Robert FitzRoy brigy Britského královského námořnictva HMS Beagle s mladým přírodovědcem Charlesem Darwinem. Darwin byl tak ovlivněn Herschelovými názory, že v úvodu svého díla O původu druhů napsal, že jeho cílem je
| „ | ...přinést trochu světla do původu druhů – tohoto zázraku zázraků, jak byl nazýván jedním z našich největších filozofů..., | “ |

čímž myslel Herschela.

### Poslední léta

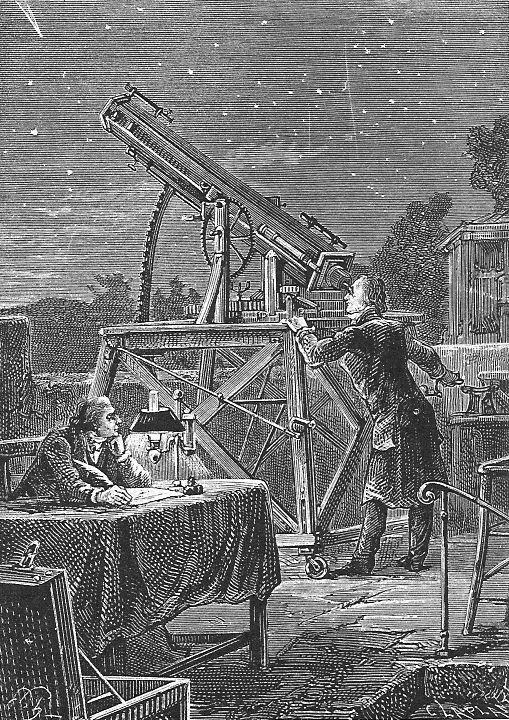
Ilustrace z románu od Julese Verna Na kometě znázorňující Johna Herschela, jak pozoruje v roce 1835 návrat Halleyovy komety.

Herschel se do Anglie vrátil v roce 1838 a za svoji práci obdržel 17. července 1838 titul baroneta. Získané astronomické poznatky zpracovával až do roku 1847, kdy je zveřejnil v Results of Astronomical Observations made at the Cape of Good Hope. Za tuto práci obdržel téhož roku podruhé Copleyho medaili.
Protože se rodina rozrůstala, přestěhoval se Herschel s rodinou v dubnu 1840 ze Slough do Hawkhurstu v hrabství Kent.
Díky jeho práci přišly i nabídky různých funkcí. V roce 1842 se Herschel stal rektorem na Marischal College v Aberdeenu a v roce 1845 na šest let prezidentem British Association for the Advancement of Science v Cambridge.
Když došlo k objevu planety Neptun, snažil se usmířit oba objevitele, J. C. Adamse a Le Verriera:
| „ | Je hloupé dělat soupeře a konkurenty ze dvou mužů, kteří by měli by být pokrevní bratři. Adams má potvrzené prvenství, předpovědi planety, ale byla to pouze hypotéza až do té doby, než byla planeta objevena, a nikdo nemůže skutečně popřít, že také Le Verrierův výstřel nevyšel naprázdno. Můj pohled na věc je takový, že zásluh je dost pro oba...) | “ |

10. července 1847 se Adams a Le Verrier setkali na jeho pozvání v Collingwood House v Hawkhurstu a pod Herschelovým vlivem se stali dobrými přáteli.
V letech 1827 – 1829, 1839 – 1841 a 1847 – 1849 byl Herschel prezidentem Královské astronomické společnosti. Naopak v roce 1850 odmítl post prezidenta Královské společnosti a místo toho se stal ředitelem státní mincovny (před ním byl o 154 let dříve ředitelem také Isaac Newton). Herschel řešil problémy s personálem, problémy v jednání se státní pokladnou a hlavně byl odtržen od svých vědeckých zájmů. Náročná práce způsobila zhoršení jeho zdraví, již tak podlomené vlivem dlouhých chladných nocí strávených u teleskopu, a v roce 1854 se nervově zhroutil. Poté další rok rezignoval na své místo a odešel na odpočinek. Zbývající léta svého života pracoval na katalogu dvojhvězd. Toto dílo nazvané General Catalogue of 10,300 Multiple and Double Stars bylo publikováno posmrtně v roce 1874.
Po smrti měl národní pohřeb a byl pochován ve westminsterském opatství poblíž hrobu Isaaca Newtona.
Jeho jméno nese Herschelův ostrov (Severní ledový oceán, oblast Yukonu), hora Mount Herschel (Antarktida), kráter John Herschel na Měsíci, vesnice Herschel v Jihoafrické republice a dívčí škola Herschel Girls School v Kapském Městě, která je připomínkou jeho návštěvy v tomto městě. O pozorování Halleyovy komety Johnem Herschelem se zmiňuje ve svém románu Na kometě i Jules Verne.

### Potomci

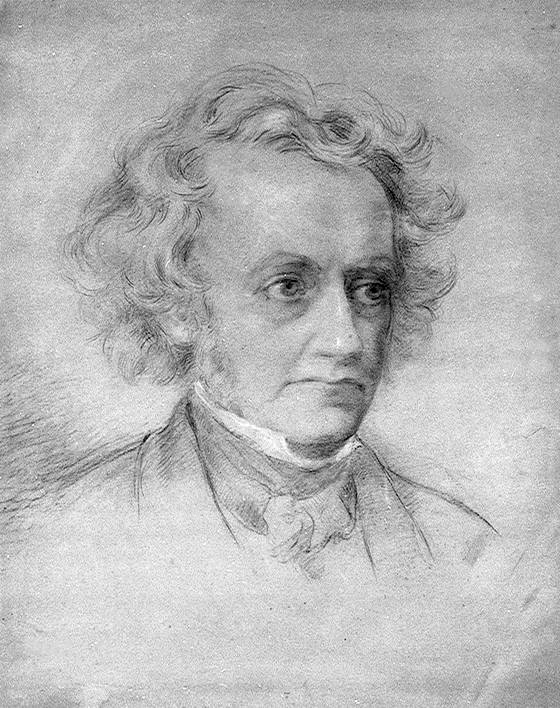
Náčrt od Margaret Louisy Herschel znázorňující podobiznu jejího otce.

Tento seznam obsahuje výčet potomků Johna Herschela z publikace The Herschel dynasty – part II.
- Caroline Emilia Mary Herschel (31. března 1830 – 29. ledna 1909), manželka generála A. Hamilton-Gordona
- Isabella Herschel (5. června 1831–1893)
- Sir William James Herschel, druhý baronet (9. ledna 1833–1917)
- Margaret Louisa Herschel (10. září 1834–1861), uznávaná kreslířka
- Prof. Alexander Stewart Herschel (1836–1907)
- Plukovník John Herschel (1837–1921)
- Maria Sophie Herschel (1839–1929)
- Amelia Herschel (1841–1926), manželka Sira T. F. Wadea, diplomata a sinologa
- Julia Mary Herschel (1842–1933), manželka kapitána (později admirála) Johna Fiot Lee Pearse Macleara
- Matilda Rose Herschel (1844–1914)
- Francisca Herschel (1846–1932)
- Constance Ann Herschel (1855 – 20. června 1939)

## Dílo

### 1812 – 1833

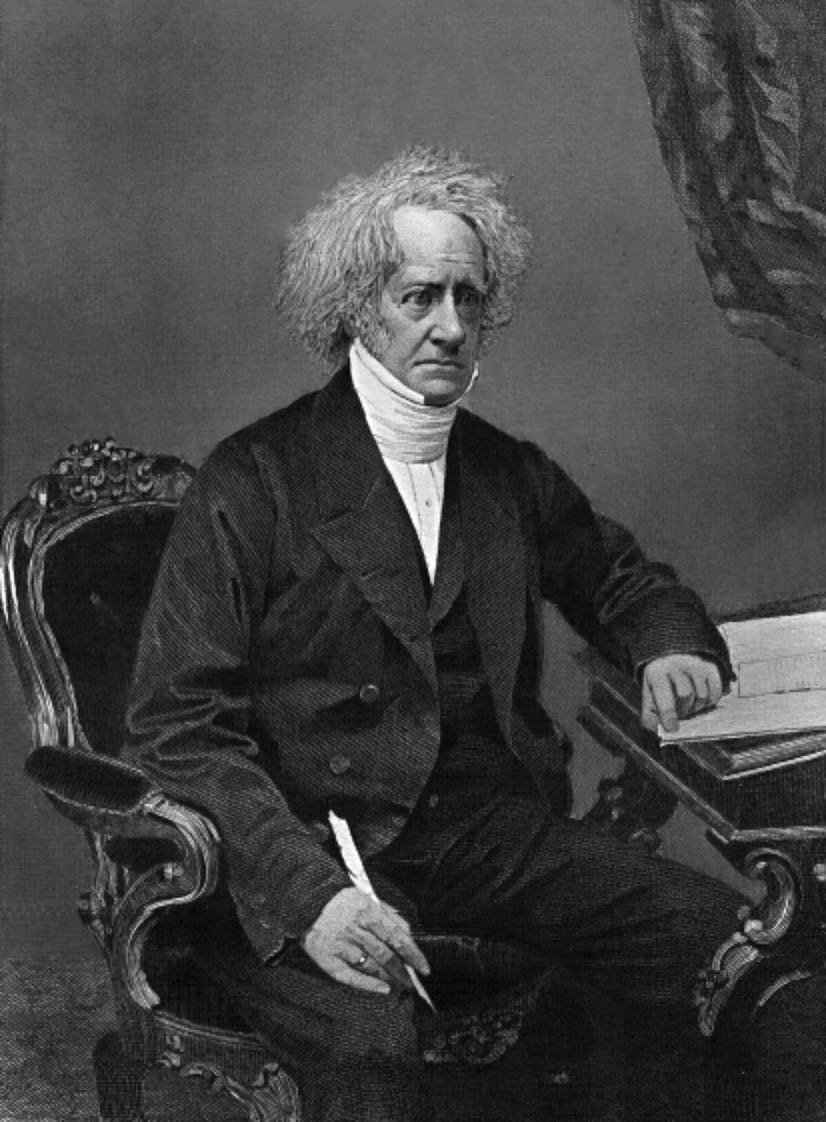
John Frederick William Herschel

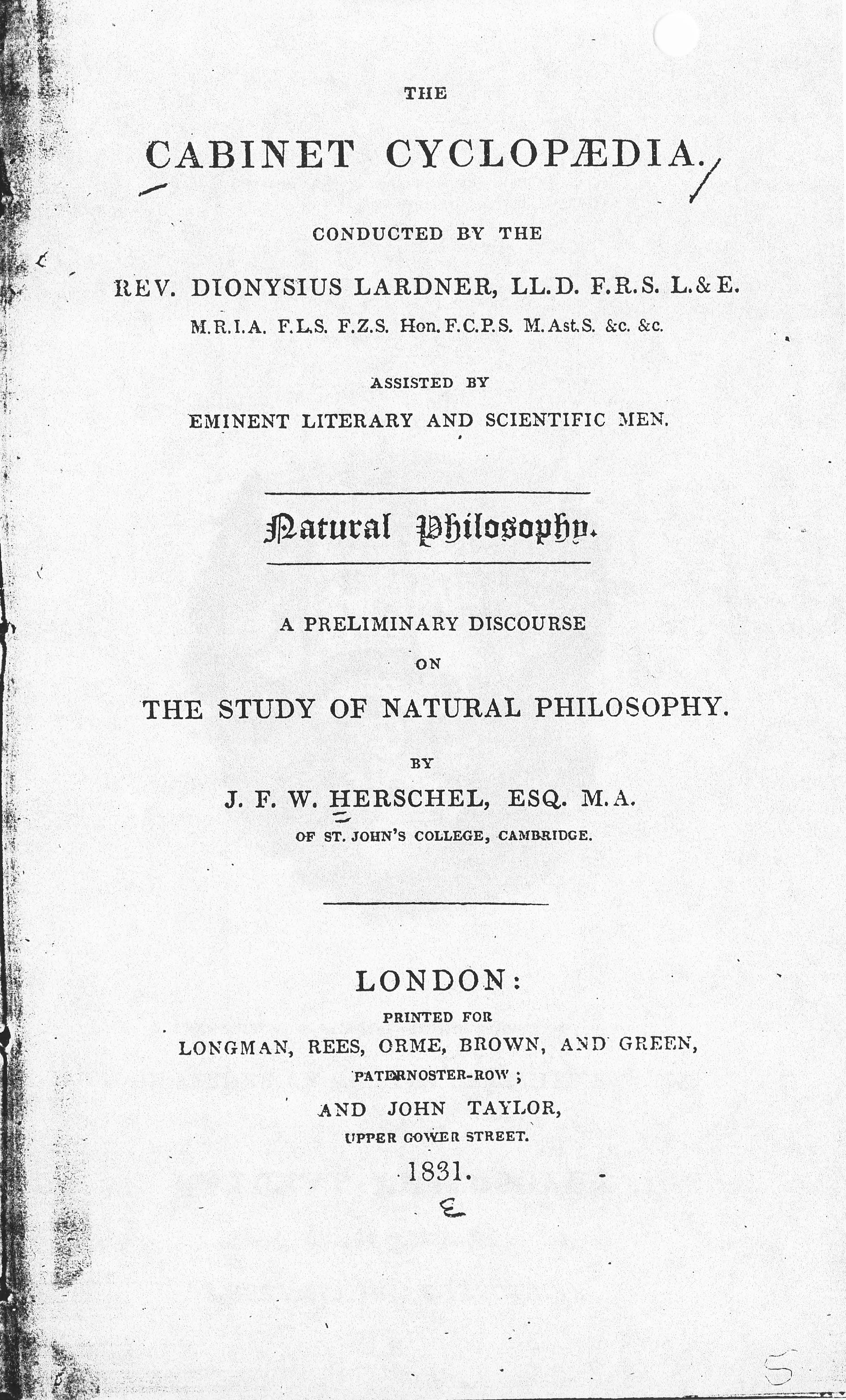
Titulní list publikace Cabinet Cyclopædia Dionysia Lardnera v níž vyšel článek, který ovlivnil Charlese Darwina.

Na začátku svého vědeckého života se Herschel zabýval matematikou. Již za studií na St John's College v Cambridge založil spolu s Charlesem Babbagem a Georgem Peacockem spolek nazvaný Analytical Society, který měl za cíl prezentovat v Anglii kontinentální přístup k matematické analýze. Herschel spolu s Peacockem přeložili Lacroixovo dílo Traité du calcul différentiel et du calcul intégral, které porovnávalo Newtonův, Leibnitzův a Lagrangeův přístup k diferenciálnímu počtu.
V roce 1812 publikoval matematický článek On a remarkable application of Cotes's theorem v časopise Philosophical Transactions of the Royal Society, který vydávala Královská společnost. Další jeho článek publikovaný v roce 1814 ve stejném časopise měl název Considerations of various Points of Analysis. O rok později vydal sbírku příkladů diferenciálního počtu A Collection of Examples of the Application of the Calculus to Finite Differences.
Do roku 1820 se zabýval algebrou a vydal několik spisů týkajících se trigonometrické řady. V roce 1820 publikoval dvě objemné knihy o užití konečných diferencí.
V roce 1819 objevil schopnost thiosíranu sodného rozpouštět halogenidy stříbra a informoval o tom svého přítele W. F. Talbota. Tato chemikálie byla pak využita k ustalování fotografií.
Kolem roku 1820 se jeho zájmy trochu od matematiky vzdálily, i když jeho matematické znalosti byly zřetelné i v dalších dílech. Začal se zabývat optikou. Poprvé ukázal teoretickou možnost odstranění sférické a chromatické aberace při použití kombinace dvou vhodných čoček.
Při zkoumání rotační polarizace zjistil, že dva druhy rotační polarizace v křišťálu mají souvislost se spirálovitým uspořádáním plošek toho minerálu a vydal monografii „On Certain Remarkable Instances of Deviation from Newton‚s Tints in the Polarized Tints of Uniaxal Crystals“. V roce 1822 se zabýval absorpcí světla barevnými prostředími. Své výsledky publikoval v odborném článku On the Absorption of Light by Coloured Media.
Od roku 1821 se také, po vzoru svého otce, zabýval astronomií. K pozorování používal reflektor s průměrem zrcadla 0,47 m a ohniskovou vzdáleností 6,1 m. Mezi lety 1821 a 1823 spolu s Jamesem Southem prozkoumal dvojhvězdy zkatalogizované svým otcem.
V roce 1827 přišel na myšlenku, která byla průkopnická pro vývoj kontaktních čoček. Navrhoval použít „kulovité pouzdro ze skla naplněné živočišným rosolem“, které by mělo „tvar rohovky“ a tak těsně přiléhalo k oku. Tento nápad zveřejnil v dodatku vydání Encyclopaedia Metropolitana z roku 1845.
Jeho článek z roku 1831 A preliminary discourse on the study of natural philosophy vydaný jako součást publikace Cabinet Cyclopædia Dionysia Lardnera měl vliv na vědecké zkoumání a vztah mezi vědeckým pozorováním a hypotézou. Ve svém textu popsal přírodu, která je řízena zákony, které jsou obtížně rozeznatelné a matematicky popsatelné. Za nejvyšší cíl své filozofie považoval porozumět těmto pravidlům na základě induktivní úvahy a nalezení jednotného vysvětlení jevů.
| „ | Jsou-li si dva jevy velmi důkladně a nápadně podobné, a je-li současně příčina jednoho z nich zřejmá, bude stěží možné nesouhlasit s podobnou příčinou i druhého jevu, i když jako taková není jasně viditelná. | “ |

Jeho článek ovlivnil, tehdy studenta, Charlese Darwina.

### 1833 – 1838
Cesta na jih Afriky přinesla Herschelovi možnost pozorování a katalogizaci hvězd, mlhovin a dalších objektů na jižní obloze. Tato práce byla doplněním díla jeho otce Williama Herschela, který již dříve provedl tuto práci na obloze severní. Na jihu také John Herschel pozoroval návrat Halleyovy komety v roce 1835. Výsledky svých pozorování vydal v roce 1847 pod názvem Results of astronomical Observations Rade at the Cape of Good Hope. V této publikaci navrhl dodnes používané názvy sedmi měsíců Saturna – Mimas, Enceladus, Tethys, Dione, Rhea, Titan a Iapetus. Další dílo vycházející z výsledků pozorování při jeho pobytu v Kapském Městě vyšlo v roce 1864 pod názvem General Catalogue of Nebulae.

### 1838 – 1871

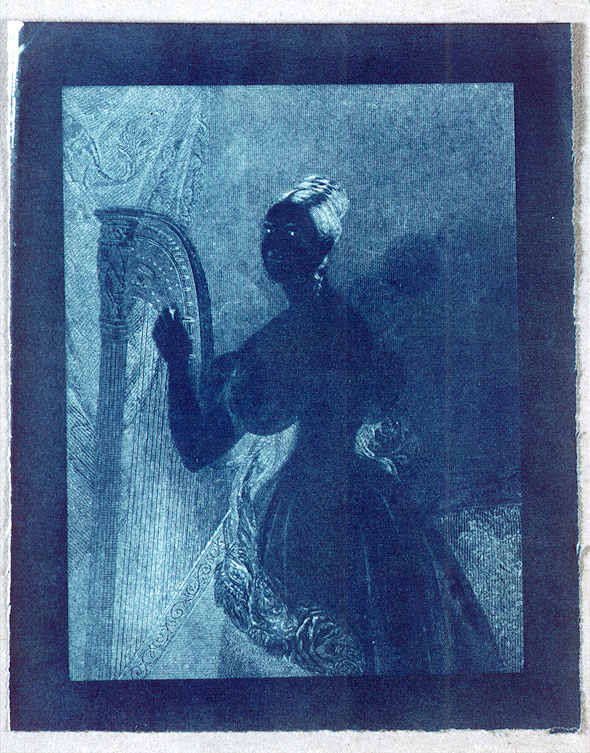
Žena s harfou, snímek zhotovený Herschelem v roce 1842 metodou kyanotypie; negativ.

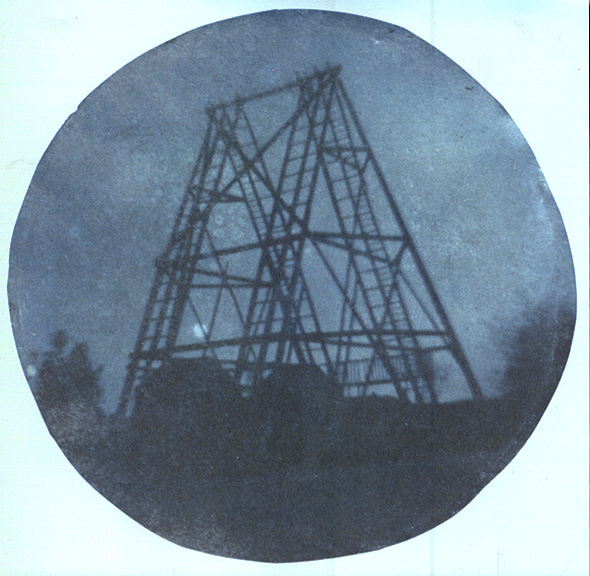
Jedna z prvních Herschelových fotografií na skle (z roku 1839), lešení po dvanáctimetrovém teleskopu jeho otce ve Slough poblíž Londýna.

Dne 22. ledna 1839 se Herschel doslechl o práci francouzského vynálezce Daguerra a bez znalosti podrobností byl již za několik dní schopen vytvářet vlastní fotografie. Asi za deset dní poté Herschela navštívil jeho krajan Fox Talbot, aby se dozvěděl více o ustalování fotografií. Herschel objevil schopnost sirnatanu sodného rozpouštět halogenidy stříbra a informoval o tom také Daguerra. Ten tohoto objevu využil pro lepší zafixování svých fotografií, které doposud ustaloval pouze roztokem kuchyňské soli. Oba dva státy – Francie a Anglie – mezi sebou licencovaly fotografické postupy na daguerrotypii a kalotypii.
Dne 14. března 1839 použil při seznamování Královské společnosti se svým článkem Note on the art of Photography, or The Application of the Chemical Rays of Light to the Purpose of Pictorial Representation pravděpodobně jako první název „fotografie“ Toto slovo pochází z řeckých slov φως fós („světlo“) a γραφις grafis („štětec“, „psací hrot“) nebo γραφη grafê, což dohromady znamená „malba světlem“. Byl také první, kdo použil pojmy „negativ“, „pozitiv“ a „snímek“. Jako první fotografoval na skleněnou desku a fotografování považoval za druh výtvarného umění.
V roce 1842 Herschel objevil, že působením světla na hexakyanoželezitan draselný (červená krevní sůl) získává tato sloučenina modrou barvu. Tento objev je základem pro kyanotypii a její variace, jako například zlatotisk. Je to jednoduchá kopírovací technika využívající fotocitlivosti železných solí, předchůdce blueprintu. Také objevil tzv. platinový proces, který je založen na citlivosti platinových solí na osvětlení. Tento objev později rozvinul britský vynálezce William Willis.
V letech 1839, 1840 a 1842 vydal ještě několik článků z oboru fotografie.
V dodatku vydání encyklopedie Encyclopedia Metropolitana z roku 1845 zveřejnil svoji představu, jak korigovat vady oka. Jeho nápad však došel praktické realizace až v roce 1887, kdy německá firma ve Wiesbadenu založená F. A. Müllerem začala vyrábět čočky určené k přikládání k oku.
V roce 1847 podpořil návrh Adamse, aby planeta objevená 23. září 1846 byla nazvána Neptun a o několik let později v roce 1852 navrhl jména pro čtyři měsíce Uranu – Ariel, Umbriel, Titania a Oberon.
V roce 1849 vydal Outlines of Astronomy, dílo, které mělo 12 edicí za 24 let a bylo přeloženo do mnoha jazyků. V něm navrhl úpravu gregoriánského kalendáře, která by změnila průměrnou délku roku z 365,2425 dne na 365,24225 (365 a 969/4000 dní). Tak by se délka roku více přiblížila k délce roku tropického. Této úpravy by se dalo dosáhnout vynecháním jednoho přestupného roku každých 4000 let, tedy roky dělitelné 4000 by byly nepřestupné. Jeho návrh se však neujal.
Popsal zde také poprvé variabilitu hvězdy Betelgeuze, kterou objevil v roce 1836. Poukázal na zvýšení jejího jasu v letech 1836–1840, poté došlo opět k jejímu snížení. V roce 1849 objevil kratší cyklus variability, který vyvrcholil v roce 1852.
Kromě vědecké práce si Herschel našel také čas na přeložení Homérova díla Ilias a několik let před smrtí publikoval poetickou verzi Danteho Pekla.
Herschel přispěl několika články týkajících se geografie, meteorologie a teleskopů (Isoperimetrical Problems, Meteorology, Physical Geography) do Encyclopædie Britannica.

## Význam astronomického díla

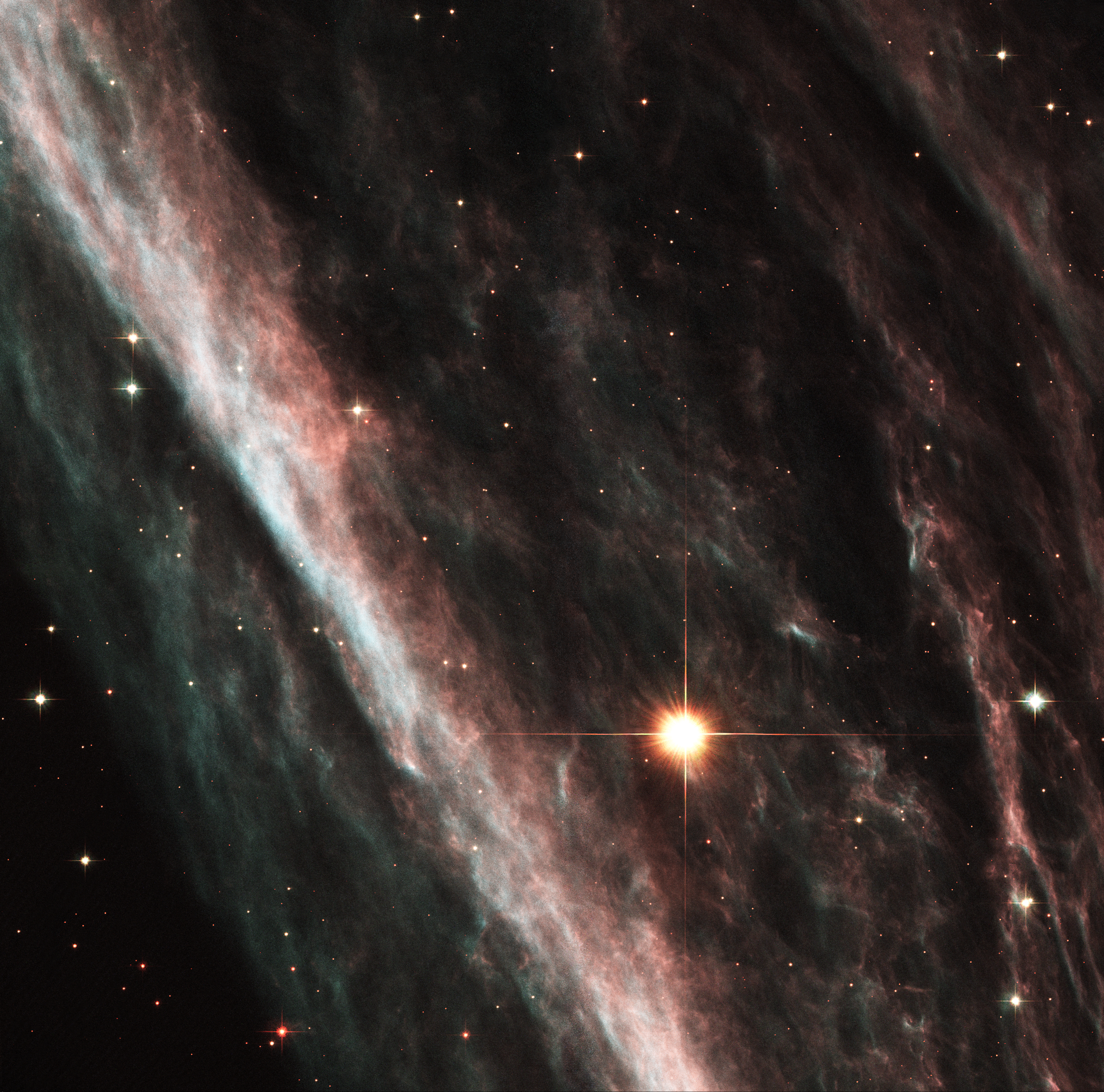
Mlhovina Pencil (NGC 2736) ze Souhvězdí Plachet, kterou Herschel objevil.

Největší zásluha Johna Herschela spočívá v dokončení práce jeho otce Williama Herschela a zkatalogizování hvězd, dvojhvězd a mlhovin na jižní části nebeské sféry. Jeho dílo z roku 1874, vytvořené též na základě pozorování jeho otce Williama Herschela, General Catalogue of 10,300 Multiple and Double Stars a General Catalogue of Nebulae and Clusters, rozšířil koncem 19. století dánský astronom John Dreyer (1852–1926) a vytvořil tak dílo, nazvané New General Catalogue, dodnes používané pod značením NGC.
Kromě zaznamenání poloh hvězd se Herschel pokusil objektivně porovnávat jejich jasnost (vytvořil první jednoduchý fotometr) a jasnost 191 hvězd vyjádřil kvantitativně. Tato práce se stala základem pro odvození Pogsonova vztahu mezi magnitudou hvězdy a jejím zářivým výkonem. Ze zjištěných jasností hvězd se Herschel pokusil, i když neúspěšně odhadnout skutečný tvar naší Galaxie a jako jeden z prvních umístil Slunce mimo její střed.
Uvažoval také o vlastnostech vzdáleného vesmíru. Olbersův paradox, který říká, že pokud je vesmír nekonečný, měla by každá část oblohy zářit se snažil nesprávně vysvětlit tak, že vesmír je ve větších vzdálenostech prázdný.
Kromě vzdáleného vesmíru se Herschel zabýval také Sluncem. Na jeho návrh začalo v roce 1858 v Kew v Anglii pravidelné fotografování Slunce, čímž byla vytvořena dokumentace pro pozorovatele slunečních skvrn. Sám Herschel se pokusil objasnit zdroj energie pro svit Slunce. Příčinu svitu Slunce viděl, v té době nedávno objevených, meteorických rojích. Podle něj Slunce získává energii dopady trvalého meteorického deště na jeho povrch.

## Publikace
- On the Aberration of Compound Lenses and Object-Glasses (1821)[11]
- On Certain Remarkable Instances of Deviation from Newton's Tints in the Polarized Tints of Uniaxal Crystals (1821)[58]
- Results of Astronomical Observations, Made During the Years 1834–38 at the Cape of Good Hope (1847)[7][27]
- A preliminary discourse on the study of natural philosophy, part of Dionysius Lardner's Cabinet cyclopædia (1831, nové vydání 1840)[41][43]
- On the investigation of the orbits of revolving double stars (1833)[21]
- A treatise on astronomy (1834)[59]
- Outlines of Astronomy (1849)[7] – dílo, které mělo 12 edicí za 24 let od roku 1849 a bylo přeloženo do mnoha jazyků[16]
- General Catalogue of 10,300 Multiple and Double Stars (publikováno posmrtně v roce 1874)[60]
- General Catalogue of Nebulae and Clusters (1864)[44]
- Manual of Scientific Inquiry (ed.), (1849)[17][27]
- Familiar Lectures on Scientific Subjects (1867)[11] – populárně-naučné dílo, pro širokou veřejnost[2]

## Great Moon Hoax

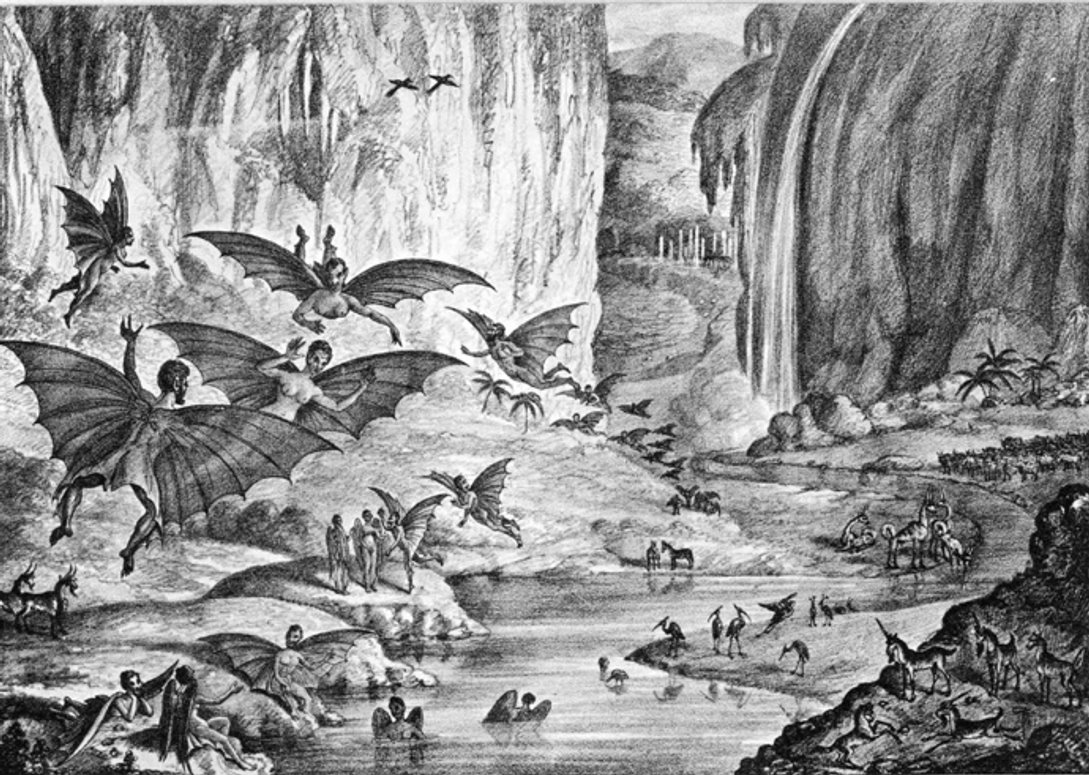
Ilustrace doprovázející 28. srpna 1835 článek o údajných objevech Johna Herschela při pozorování Měsíce.

V době pobytu Johna Herschela v jižní Africe vyšlo v USA v newyorském deníku The Sun v srpnu 1835 několik článků, jejichž autorem byl mladý reportér Richard Adams Locke. Popisovaly smyšlené objevy během Herschelova pozorování Měsíce. Na Měsíci měly být hory, vodopády, úžasní živočichové a rostliny, měli zde žít lidé s křídly.
Články vyšly bez Herschelova vědomí a výrazně zvýšily náklad novin. Tato novinářská kachna dostala název Great Moon Hoax.